# Nemšová
Nemšová je město na severozápadním Slovensku, v Trenčínském kraji. Žije zde přibližně 6 300 obyvatel. První písemná zmínka o Nemšové je z roku 1242. V období ledna roku 1989 sloučením Nemšové s obcemi Ľuborča, Kľúčové, Trenčianská Závada a Nová Nemšová byl položený základ pro získání statutu města.

## Poloha
Město se nachází při soutoku řek Vlára a Váh, pod pohořím Bílé Karpaty, 14 km severně od krajského města Trenčína. Patří do Trenčínského samosprávného kraje. Nemšová je významnou křižovatkou pro cesty z Bratislavy do Žiliny a na Moravu.

## Památky
Nejdominantnější památkou města je římskokatolický kostel sv. Michala Archanděla postavený v letech 1762-1766 na náklady hraběte Josefa Illesházyho. Další významnou památkou ze 17. století je zámeček v městské části Kľúčové, který aktuálně prochází rozsáhlou rekonstrukcí. V krásném přírodním prostředí na úpatí chráněné oblasti Bílých Karpat můžeme navštívit dřevěný myslivecký zámeček, který po 2. světové válce převzaly do správy státní lesy. Dnes zámeček slouží pro návštěvníky jako restaurace a ubytování.

## Historie
Vývoj názvu: 1773 Nemsova, Nemssowa, 1786 Nemschowa, 1808 Nemsová, Němssowá, 1863–1902 Nemsova, 1907–1913 Nemsó, 1920 Nemšová. 
První zmínka o městské části Ľuborča je z roku 1242, kdy se psala jako Liburcha. Písemné prameny o části Kľúčové jsou z roku 1328 jako o vesnici Villa Kluchow, v 15. století se nazývalo Kluczova, v 19. století Kulcsov. Trenčianská Závada, která se nachází v pěkném horském prostředí Bílých Karpat, je známá jako poutnické místo Fatimské Panny Marie. První zmínka o této části se objevila v roce 1493 a vznikla v čase valašské kolonizace. 

## Geografie
Území města Nemšová se nachází na Moravsko-slovenském pomezí, v údolí řeky Váh, při soutoku s řekou Vlára, severovýchodně od Trenčína. Město má rozlohu okolo 3345 ha a nadmořská výška zde je 245 m n. m. Město Nemšová se skládá z bývalých obcí Ľuborča, Kľúčové, Trenčianska Závada a Nová Nemšová. Katastr obce sousedí s dalšími 7 obcemi (Újazd, Trenčianská Teplá, Horné Srnie, Borčice, Dubnica nad Váhom, Dolná Súča, Horná Súča, Skalka nad Váhom).

## Obyvatelstvo

### Etnické složení obyvatelstva
- Slováci – 98,08 %
- Češi – 1,06 %
- Moravané – 0,11 %
- Maďaři - 0,07 %

a jiní

### Náboženské složení obyvatelstva
- Římskokatolické – 92,85 %
- Bez vyznání – 4,64 %
- Evangelické – 0,57 %
- Řeckokatolické – 0,16 %

a jiné

## Osobnosti
- Jozef Martin Kristín (1897 – 1970), československý generál, příslušník prvního i druhého zahraničního odboje

## Partnerská města
- Hluk, Česko
- Podolínec, Slovensko